# 人民联盟 (意大利)
人民联盟（義大利語：Unione Popolare，缩写为UP) 是意大利的一个左翼政党联盟，由路易吉·代·马吉斯特里斯于2022年7月9日创建。

## 历史

### 背景
2022年1月，在民主与自治全国大会上，该党领袖、那不勒斯前市长路易吉·代·马吉斯特里斯宣布，他打算从自己的政党开始，建立一个新的左翼政党联盟。2月，四名议员在众议院成立了一个名为“宣言A”的小组。他们都曾在2018年大选中以五星运动候选人的身份当选，五星运动是一个大帐篷民粹主义政党，他们后来离开了该党，加入了权力归人民党或重建共产党。
4月28日，在众议院，路易吉·代·马吉斯特里斯和“宣言A”的四名代表举行了一次联席会议，成立了反对俄乌战争和反马里奥·德拉吉政府的政党联盟，并决定参加原定于2023年举行的下一次大选。他们还表示，该团体不会加入民主党领导的中左联盟。
受到法国左翼联盟NUPES启发，7月9日，路易吉·代·马吉斯特里斯组织了一场名为“走向人民联盟”的大会，权力归人民党、重建共产党、宣言A和其他团体、独立人士也参加了此次大会。联盟表示将参加2022年大选。欧洲联合左翼/北欧绿色左翼联合主席兼不屈法国欧洲议会议员曼侬·奥布里，也于人民联盟成立大会上发表了演讲。
8月20日，人民联盟集齐了参选所必须的6万签名。
9月8日，不屈法国领袖让-吕克·梅朗雄到访意大利，并为人民联盟背书。
9月11日，人民联盟得到了斯洛文尼亚马克思主义哲学家——斯拉沃热·齐泽克的支持。

## 政策
- 建立国际和平关系，停止军费开支和运送武器[19]。

- 最低时薪至少为10欧元，扩大公民收入，打击非法和不稳定的工作，废除JOBS法案[19]。

- 通过为可再生能源和水源地质安全提供大量资金，实现真正的生态转型，停止土地消耗和无用的大规模工程（如TAV），保护公共资产，首先是公共供水和基本服务（公立学校和公共卫生）[19]。

## 组成

### 成员政党
| 政党 | 政党         | 缩写      | 意识形态     | 政治立场     | 领导人                           |
| ---- | ------------ | --------- | ------------ | ------------ | -------------------------------- |
|      | 民主与自治   | DemA      | 民主社会主义 | 左翼         | 路易吉·代·马吉斯特里斯           |
|      | 重建共产党   | PRC       | 共产主义     | 左翼至极左翼 | 毛里奇奥·阿切尔博                |
|      | 权力归人民   | PaP       | 社会主义     | 左翼至极左翼 | 朱利亚诺·格拉纳托，玛尔塔·科洛特 |
|      | 社会主义复兴 | RS        | 社会主义     | 左翼至极左翼 | 弗朗科·巴托洛梅                  |
|      | 南方党       | PdS       | 区域主义     | 左翼         | 坎塔莱-库库雷斯                  |
|      | 宣言A        | ManifestA | 民粹主义     | 左翼         | 集体领导                         |

## 选举结果

### 意大利议会
| 众议院 |         |      |         |     |                        |
| 选举年 | 得票    | %    | 席位    | +/- | 领导者                 |
| 2022   | 402,964 | 1.43 | 0 / 400 | –   | 路易吉·代·马吉斯特里斯 |

| 参议院 |         |      |         |     |                        |
| 选举年 | 得票    | %    | 席位    | +/- | 领导者                 |
| 2022   | 374,051 | 1.36 | 0 / 200 | –   | 路易吉·代·马吉斯特里斯 |